# اولاوكلو (أديامان)
اولاوكلو (بالكردية: Heciwêrd‏) (بالتركية: Oluklu)‏ هي قرية تتبع إداريّاً لمديرية أديامان في محافظة أديامان التركية الواقعة في جنوب شرق الأناضول. وبلغ عدد سكانها 151 نسمة في عام 2021.